# Levensgevaar (televisieprogramma)
Levensgevaar was een Vlaams televisieprogramma waarin "levensgevaarlijke" situaties werden gereconstrueerd. Het programma werd vanaf 1994 uitgezonden op de zender VTM en gepresenteerd door Marc Dupain.
De opnames voor dit programma werden gedaan door Paul Jambers' productiehuis De Televisiefabriek.